# Synodontis zambezensis
Synodontis zambezensis, brown squeaker, korokoro, hoặc là plain squeaker, là tên của một loài cá da trơn bơi lộn ngược và là loài đặc hữu của vùng giữa và hạ lưu của hệ thống sông Zambezi của Mozambique, Nam Phi, Swaziland, Tanzania, Zambia và Zimbabwe. Vào năm 1852, nhà thám hiểm và tự nhiên học người Đức tên là Wihelm Peters đã mô tả loài cá này dựa trên mẫu vật thu thập được ở sông Zambezi của Mozambique. Tên loài zambezensis được đặt dựa trên tên của sông Zambezi, nơi loài này được phát hiện.

## Mô tả
Tương tự như nhiều loài trong chi Synodontis, S. geledensis xương đỉnh đầu của chúng kéo dài ra phía sau đến tia vây đầu tiên của vây lưng thì dừng lại. Hai bên đầu chúng mọc ra hai cái xương hẹp, cứng, nhám, dài, đỉnh thì nhọn. Nhờ bộ phận này mà các nhà nghiên cứu có thể nhận dạng được loài cá này.
Chúng có 3 cặp râu. Một cặp ở hàm trên thì dài, không phân nhánh, có thể có màng ở nối với cơ thể ở gốc, khi mở rộng thì có chiều dài bằng hoặc khoảng 1+1⁄3 chiều dài của đầu. Còn hai cặp ở dưới thì có độ dài không bằng nhau. Cặp ngoài cùng thì dài hơn cặp trong cùng gấp hai lần và cả hai đều phân nhánh.
Tia vây đầu tiên của vây lưng và vây ngực thì cứng và có đỉnh nhọn. Ở phần lưng thì hơi cong, dài bằng khoảng 1⁄2 chiều dài của đầu hoặc ngắn hơn một chút, phía trước thì mềm và phía sau thì nhiều răng cưa hơn. Còn ở phần ngực thì dài từ 2⁄3 đến bằng chiều dài của đầu và có răng cưa ở 2 bên. Vây hậu môn thì có 5 tia vây không nhánh và 7 đến 8 tia vây phân nhánh. Vây đuôi thì chia ra làm 2 rất rõ ràng, thùy đuôi ở trên thì dài hơn thùy bên dưới.
Ở hàm trên thì răng của chúng có hình cái đục, còn ở hàm dưới thì có hình chữ S (hay hình cái móc). Số lượng răng ở hàm dưới thường được dùng để phân biệt các loài, ở Synodontis caudovittatus thì hàm dưới có 20 đến 35 cái răng.
Cơ thể của loài cá này có màu nâu hoặc có màu giống trái oliu, có thể có những đốm đen hình tròn có kích thước không bằng nhau trên đó. Bên cạnh đó, gai của chúng thì có chất độc.
Chiều dài của chúng khi trưởng thành có thể lên đến 43 cm (17 in) và có trọng lượng lên đến 820 gram (29 oz). Nhìn chung thì cá thể giống cái thì to hơn giống đực dù cùng lứa tuổi với nhau.

## Môi trường sống và tập tính
Trong tự nhiên, loài cá này có thể được tìm thấy ở giữa và vùng phía nam hạ lưu sông Zambezi đến hệ thống sông Phongolo. Tại Swaziland, chúng có thể đã tuyệt chủng. Khu vực sinh sống của chúng thường là vực và những vùng nước chảy chậm. Chúng thường lẩn trốn bên dưới những khúc gỗ bị ngã, bên trong những cái hang nhỏ hay những đường nứt của đá, ngoài ra, chúng thường bơi lộn ngược.
Hành vi sinh sản của các loài trong chi Synodontis hầu như vẫn chưa rõ, ngoại trừ việc đếm được số lượng trứng từ việc đánh bắt được các cá thể cái. Mùa sinh sản thì có lẽ diễn ra vào mùa lũ từ tháng 7 đến tháng 10, rồi chúng bắt cặp và bơi cùng nhau đến hết mùa sinh sản. Tốc độ phát triển của chúng tăng nhanh vào năm đầu tiên rồi giảm dần theo từng năm.